# Етерскел
Етерскел (ірл. Eterscél), він же: Етерскел Мор (Етерскел Великий), Етерскел мак Яр — верховний кроль Ірландії. Час правління: 70 — 64 до н. е. (згідно з «Історією Ірландії» Джеффрі Кітінга) або 116 — 111 до н. е. (відповідно до «Хроніки Чотирьох Майстрів»). Син Яра мак Дедад (ірл. Íar mac Dedad). Нащадок Енгуса Туйрмеха (ірл. Óengus Tuirmech Temrach) з Ерайну Мюнстерського. 

## Етерскел в легендах та історичних переказах
Етерскел згадується у давній ірландській скелі «Руйнування Дому Да Дерга» (ірл. - Togail Bruidne Dá Derga). Там повідомляється, що Етерскел не мав дітей і друїди напророчили йому, що жінка невідомого роду народить йому сина, що стане нащадком трону і прославленим королем. У цей час слуги короля знайшли у пастухів прекрасну дівчину на ймення Месс Буахала (ірл. – Mess Búachalla) невідомого роду, яку цю пастухи ховали (яка насправді була дочкою короля Уладу та Етайн чи верховного короля Еоху Фейдлеха та Етайн – різні історичні перекази говорять про це по різному). Король Етерскел забрав цю дівчину собі силою не знаючи, що вона вже була вагітною від потойбічної істоти, яка з'явилась цій дівчині у вигляді птаха. Від цього шлюбу народився Конайре мак Месс Буахала — майбутній верховний король Ірландії Конайре Мор — Конайре Великий.   

## Правління і смерть
Етерскел правив Ірландією протягом 5 або 6 років і був вбитий Нуаду Нехтом в битві під Айленном (ірл. – Aillenn). «Книга захоплень Ірландії» повідомляє, що Етерскел жив в часи римського імператора Августа і робить його сучасником таких легендарних героїв як Конхобар мак Несса, Каїрбре Ніа Фер, Ку Рої, Айліль мак Мата (ірл. - Conchobar mac Nessa, Cairbre Nia Fer, Cú Roí, Ailill mac Máta). Проте Джеффрі Кітінг в «Історії Ірландії» та «Літописи Чотирьох Майстрів» відносять час його правління до більш давніх часів. 